# Dalibor Velimirovic
Dalibor Velimirovic (* 13. Februar 2001 in Wien) ist ein österreichischer Fußballspieler.

## Karriere

### Verein
Velimirovic begann seine Karriere beim SC Columbia Floridsdorf. Zur Saison 2011/12 kam er in die Jugend des FK Austria Wien. Nach einem halben Jahr bei der Austria kehrte er im Jänner 2012 zu Columbia Floridsdorf zurück. Zur Saison 2015/16 kam er in die Akademie des SK Rapid Wien.
Im Mai 2018 debütierte er für die Amateure von Rapid in der Regionalliga, als er am 34. Spieltag der Saison 2017/18 gegen den SKU Amstetten in der 89. Minute für Julian Krenn eingewechselt wurde. In der Saison 2018/19 kam er zu sechs Einsätzen für die Amateure.
Im September 2019 debütierte er für die Profis in der Bundesliga, als er am sechsten Spieltag der Saison 2019/20 gegen den FK Austria Wien in der Startelf stand. Im Oktober 2019 erhielt er einen bis Juni 2022 laufenden Profivertrag. Ab November 2019 litt Velimirovic jedoch immer wieder an kleineren Verletzungen und kam so bis Saisonende nur noch spärlich zum Einsatz. In seiner ersten Saison als Profi kam er insgesamt zu sechs Bundesligaeinsätzen. Im August 2020 riss er sich dann in der Sommervorbereitung das Kreuzband und verpasste die gesamte Saison 2020/21. Sein Comeback gab er dann im August 2021 für die inzwischen in der 2. Liga spielende Reserve Rapids. Für die Profis kam er nur noch zu einem Kurzeinsatz im Cup im Februar 2022. Nach 25 Zweitligapartien für Rapid II wurde sein auslaufender Vertrag nach der Saison 2021/22 nicht verlängert, womit er Rapid nach sieben Jahren verließ.
Im Anschluss wechselte er im August 2022 zum Zweitligisten First Vienna FC, bei dem er einen bis Juni 2025 laufenden Vertrag erhielt. Nach elf Zweitligaeinsätzen löste er seinen Vertrag in Döbling im August 2024 auf. Im Anschluss wechselte Velimirovic zum Ligakonkurrenten SV Horn, bei dem er einen bis 2025 laufenden Vertrag erhielt. Für Horn absolvierte er 28 Partien in der 2. Liga, aus der er mit dem Team aber am Ende der Saison 2024/25 abstieg.
Zur Saison 2025/26 kehrte Velimirovic daraufhin zur Zweitligamannschaft des SK Rapid zurück, bei dem er einen bis 2027 laufenden Vertrag erhielt.

### Nationalmannschaft
Velimirovic spielte im Juni 2017 erstmals für eine österreichische Jugendnationalauswahl. Im September 2018 debütierte er gegen Rumänien für die U-18-Auswahl. Im September 2019 kam er gegen Lettland erstmals für die U-19-Mannschaft zum Einsatz.